# Annie Hall
Annie Hall (bra: Noivo Neurótico, Noiva Nervosa; prt: Annie Hall) é um filme estado-unidense de 1977, do gênero comédia romântica, com direção e atuação de Woody Allen.

## Sinopse
O filme conta a história de Alvy Singer (Woody Allen), um humorista judeu e divorciado que faz análise há quinze anos. Ele acaba se apaixonando por Annie Hall (Diane Keaton), uma cantora em início de carreira, e com a cabeça um pouco complicada. Em pouco tempo estão morando juntos e não demora para se iniciar um período de crises conjugais.

## Elenco
- Woody Allen – Alvy Singer
- Diane Keaton – Annie Hall
- Tony Roberts – Rob
- Carol Kane – Allison
- Paul Simon – Tony Lacey
- Shelley Duvall – Pam
- Janet Margolin – Robin
- Christopher Walken – Duane Hall
- Colleen Dewhurst – mãe de Annie Hall
- Marshall McLuhan - ele mesmo

## Principais prêmios e indicações
Oscar 1978 
| Ano  | Categoria               | Notas                           | Resultado |
| ---- | ----------------------- | ------------------------------- | --------- |
| 1978 | Melhor Filme            | Melhor Filme                    | Venceu    |
| 1978 | Melhor Diretor          | Woody Allen                     | Venceu    |
| 1978 | Melhor Ator             | Woody Allen                     | Indicado  |
| 1978 | Melhor Atriz            | Diane Keaton                    | Venceu    |
| 1978 | Melhor Roteiro Original | Woody Allen & Marshall Brickman | Venceu    |

Globo de Ouro 1978
| Ano  | Categoria                      | Notas                           | Resultado |
| ---- | ------------------------------ | ------------------------------- | --------- |
| 1978 | Melhor Filme – Comédia/Musical | Melhor Filme – Comédia/Musical  | Indicado  |
| 1978 | Melhor Diretor                 | Woody Allen                     | Indicado  |
| 1978 | Melhor Ator - Comédia/Musical  | Woody Allen                     | Indicado  |
| 1978 | Melhor Atriz – Comédia/Musical | Diane Keaton                    | Venceu    |
| 1978 | Melhor Roteiro                 | Woody Allen & Marshall Brickman | Indicado  |

BAFTA 1978
| Ano  | Categoria               | Notas                           | Resultado |
| ---- | ----------------------- | ------------------------------- | --------- |
| 1978 | Melhor Filme            | Melhor Filme                    | Venceu    |
| 1978 | Melhor Diretor          | Woody Allen                     | Venceu    |
| 1978 | Melhor Ator             | Woody Allen                     | Indicado  |
| 1978 | Melhor Atriz            | Diane Keaton                    | Venceu    |
| 1978 | Melhor Roteiro Original | Woody Allen & Marshall Brickman | Venceu    |

Prêmio Bodil 1978
| Ano  | Categoria                | Notas                    | Resultado |
| ---- | ------------------------ | ------------------------ | --------- |
| 1978 | Melhor Filme Não-Europeu | Melhor Filme Não-Europeu | Venceu    |

Prêmio César 1978
| Ano  | Categoria                | Notas                    | Resultado |
| ---- | ------------------------ | ------------------------ | --------- |
| 1978 | Melhor Filme Estrangeiro | Melhor Filme Estrangeiro | Venceu    |

Prêmio NSFC 1977 (National Society of Film Critics Awards)
| Ano  | Categoria      | Notas                           | Resultado |
| ---- | -------------- | ------------------------------- | --------- |
| 1978 | Melhor Filme   | Melhor Filme                    | Venceu    |
| 1978 | Melhor Diretor | Woody Allen                     | Indicado  |
| 1978 | Melhor Ator    | Woody Allen                     | Indicado  |
| 1978 | Melhor Atriz   | Diane Keaton                    | Venceu    |
| 1978 | Melhor Roteiro | Woody Allen & Marshall Brickman | Venceu    |

Prêmio NYDCC 1977 (New York Film Critics Circle Awards)
| Ano  | Categoria      | Notas                           | Resultado |
| ---- | -------------- | ------------------------------- | --------- |
| 1978 | Melhor Filme   | Melhor Filme                    | Venceu    |
| 1978 | Melhor Diretor | Woody Allen                     | Venceu    |
| 1978 | Melhor Ator    | Woody Allen                     | Indicado  |
| 1978 | Melhor Atriz   | Diane Keaton                    | Venceu    |
| 1978 | Melhor Roteiro | Woody Allen & Marshall Brickman | Venceu    |